# LMG-759
LMG-759 é uma rodovia estadual brasileira de Minas Gerais. Começa no município de Córrego Novo e percorre 52 km até a BR-458 em Caratinga. Também atende ao município de Pingo-d'Água e ao distrito de Revés de Belém, em Bom Jesus do Galho.
A pavimentação da rodovia foi concluída no início de 2012, tendo como características a considerável presença de curvas sinuosas e o tráfego intenso de carretas carregadas com eucalipto da Cenibra produzido na região, inclusive às margens da pista. Também serve como acesso a várias lagoas, como Piau, Nova, Bonita e Tiririca, o que eleva o fluxo de veículos em feriados e finais de semana, oriundos em especial das principais cidades da Região Metropolitana do Vale do Aço. A arborização predominante em muitos trechos de sua margem propicia a circulação frequente de animais.

Trecho da LMG-759 próximo a Revés de Belém
Gado bovino na margem da rodovia em Pingo-d'Água
Pôr do sol na rodovia em Pingo-d'Água